# Epiplema exsanguis
Epiplema exsanguis är en fjärilsart som beskrevs av W. Warren 1905. Epiplema exsanguis ingår i släktet Epiplema och familjen Uraniidae. Inga underarter finns listade i Catalogue of Life.